# Paul Karrer
Paul Karrer (21. dubna 1889 Moskva – 18. června 1971 Curych) byl švýcarský organický chemik nejznámější pro svůj výzkum vitamínů. V roce 1937 spolu s Walterem Haworthem získal Nobelovu cenu za chemii za „práce na karotenoidech, flavonoidech a vitamínech A a B2“.
Narodil se v Moskvě do rodiny švýcarských nacionalistů. V roce 1892 se jeho rodina vrátila do Švýcarska. Studoval chemii na Univerzitě v Curychu pod Alfredem Wernerem a v roce 1911 získal titul Ph.D. Od roku 1919 tam působil jako profesor chemie.
Jeho nejvýznamnější prací byl výzkum rostlinných barviv, konkrétně žlutých karotenoidů. Objasnil jejich strukturu a ukázal, že některé z nich se dostávají do těla živočichů ve vitamínu A. Jeho objevy vedly k určení správného strukturního vzorce beta-karotenu, prekurzoru vitamínu A. Bylo to poprvé, co byl objeven strukturní vzorec vitamínu nebo provitamínu.